# Foguinho (calciatore 2000)
Foguinho, pseudonimo di Vinicius Xavier da Purificação Moutinho (Ouro Preto, 17 luglio 2000), è un calciatore brasiliano, attaccante del Pouso Alegre.

## Caratteristiche tecniche
È un'ala destra.

## Carriera
Cresciuto nel settore giovanile della Chapecoense, debutta in prima squadra il 15 febbraio 2020 in occasione dell'incontro del Campionato Catarinense pareggiato 1-1 contro il Criciúma.

## Statistiche
Statistiche aggiornate al 4 luglio 2021.

### Presenze e reti nei club
| Stagione        | Squadra         | Campionato      | Campionato | Campionato | Coppe nazionali | Coppe nazionali | Coppe nazionali | Coppe continentali | Coppe continentali | Coppe continentali | Altre coppe | Altre coppe | Altre coppe | Totale | Totale | Totale |
| Stagione        | Squadra         | Comp            | Pres       | Reti       | Comp            | Pres            | Reti            | Comp               | Pres               | Reti               | Comp        | Pres        | Reti        | Pres   | Reti   |        |
| --------------- | --------------- | --------------- | ---------- | ---------- | --------------- | --------------- | --------------- | ------------------ | ------------------ | ------------------ | ----------- | ----------- | ----------- | ------ | ------ | ------ |
| 2020            | Chapecoense     | PD/SC+B         | 7+18       | 2+2        | CB              | 2               | 1               |                    | -                  | -                  |             | -           | -           | 27     | 5      |        |
| 2021            | Chapecoense     | PD/SC+A         | 7+5        | 0          | CB              | 1               | 0               |                    | -                  | -                  |             | -           | -           | 13     | 0      |        |
| Totale carriera | Totale carriera | Totale carriera | 37         | 4          |                 | 3               | 1               |                    | -                  | -                  |             | -           | -           | 40     | 5      |        |